# Moschea Imperiale
La Moschea Imperiale (in urdu بادشاہی مسجد, Masjid Baadshahi) a Lahore, commissionata dal sesto imperatore Moghul Aurangzeb nel 1671 e completata nel 1673, è la seconda moschea per ordine di grandezza in Pakistan e in tutta l'Asia meridionale e quinta per grandezza al mondo. 
Sintetizzando in sé tutta la bellezza, la passione e la gloria dell'era dell'Impero Moghul, costituisce la maggiore attrazione turistica di Lahore. Si trova nel parco Iqbal, a Lahore, Pakistan. Nel 1993 il Governo del Pakistan ha raccomandato l'inserimento del sito fra i Patrimoni dell'umanità dell'UNESCO. È dunque ora fra i candidati a una possibile inclusione.

## Storia

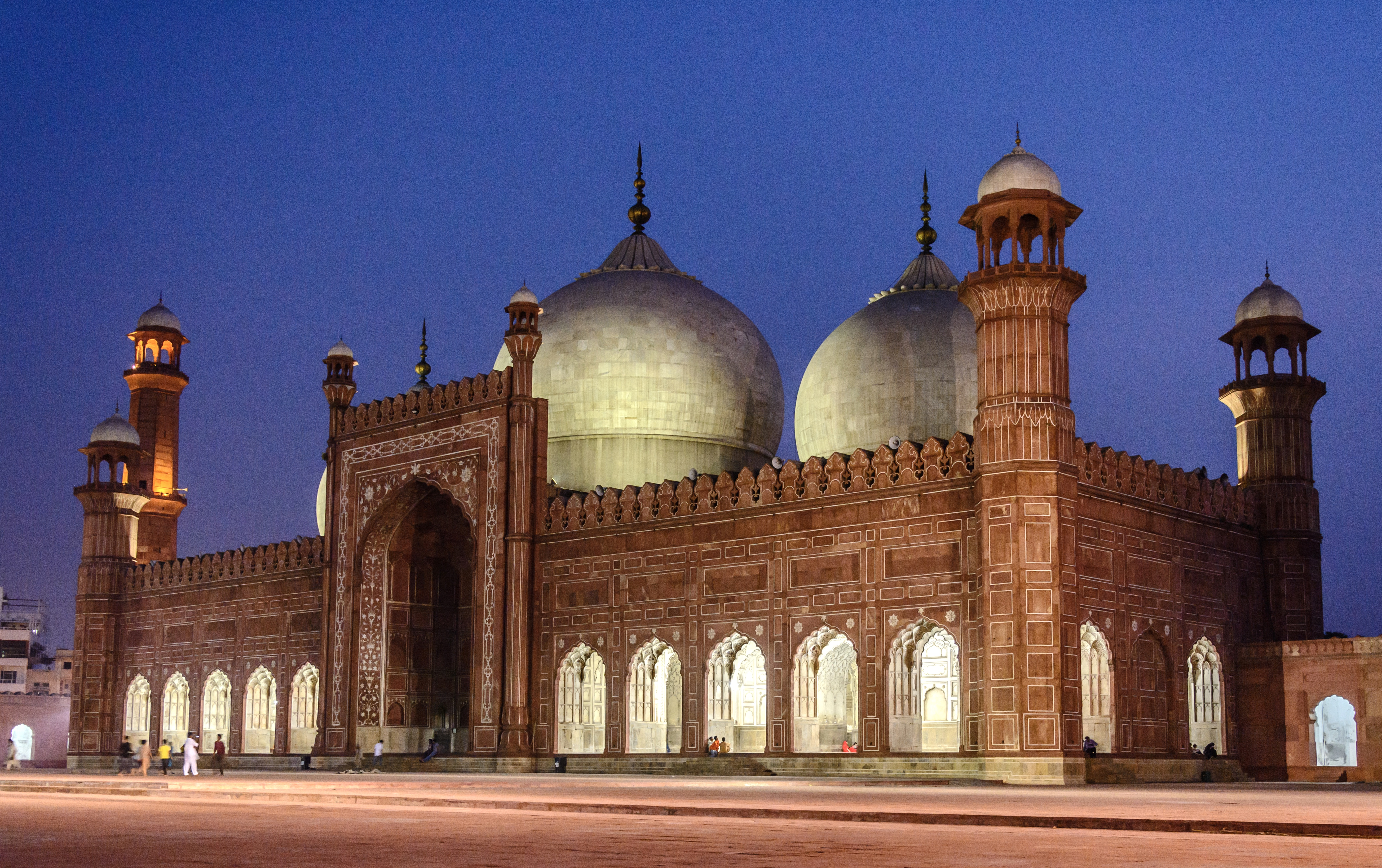
Vista notturna della moschea Baadshahi.

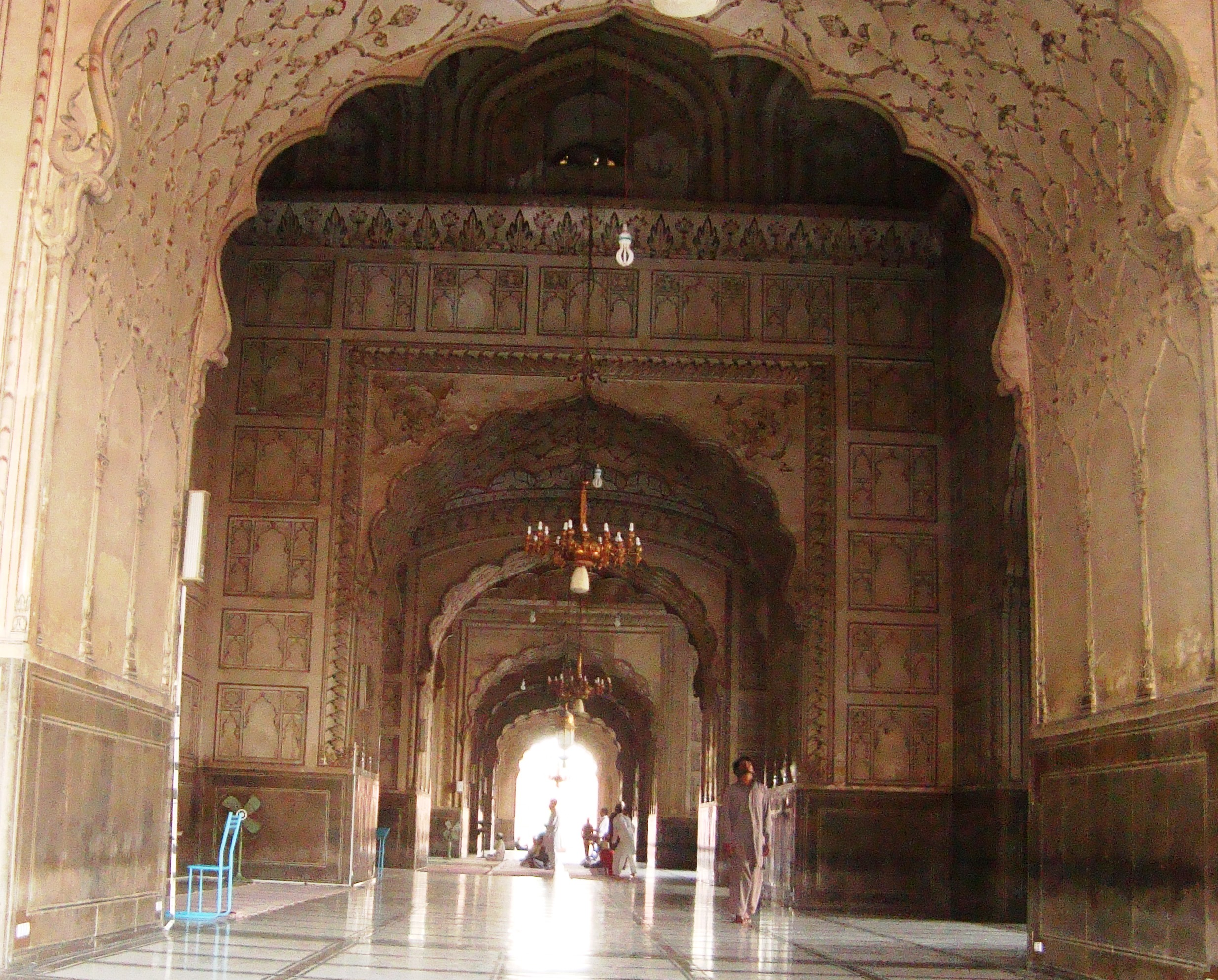
Veduta dell'interno.

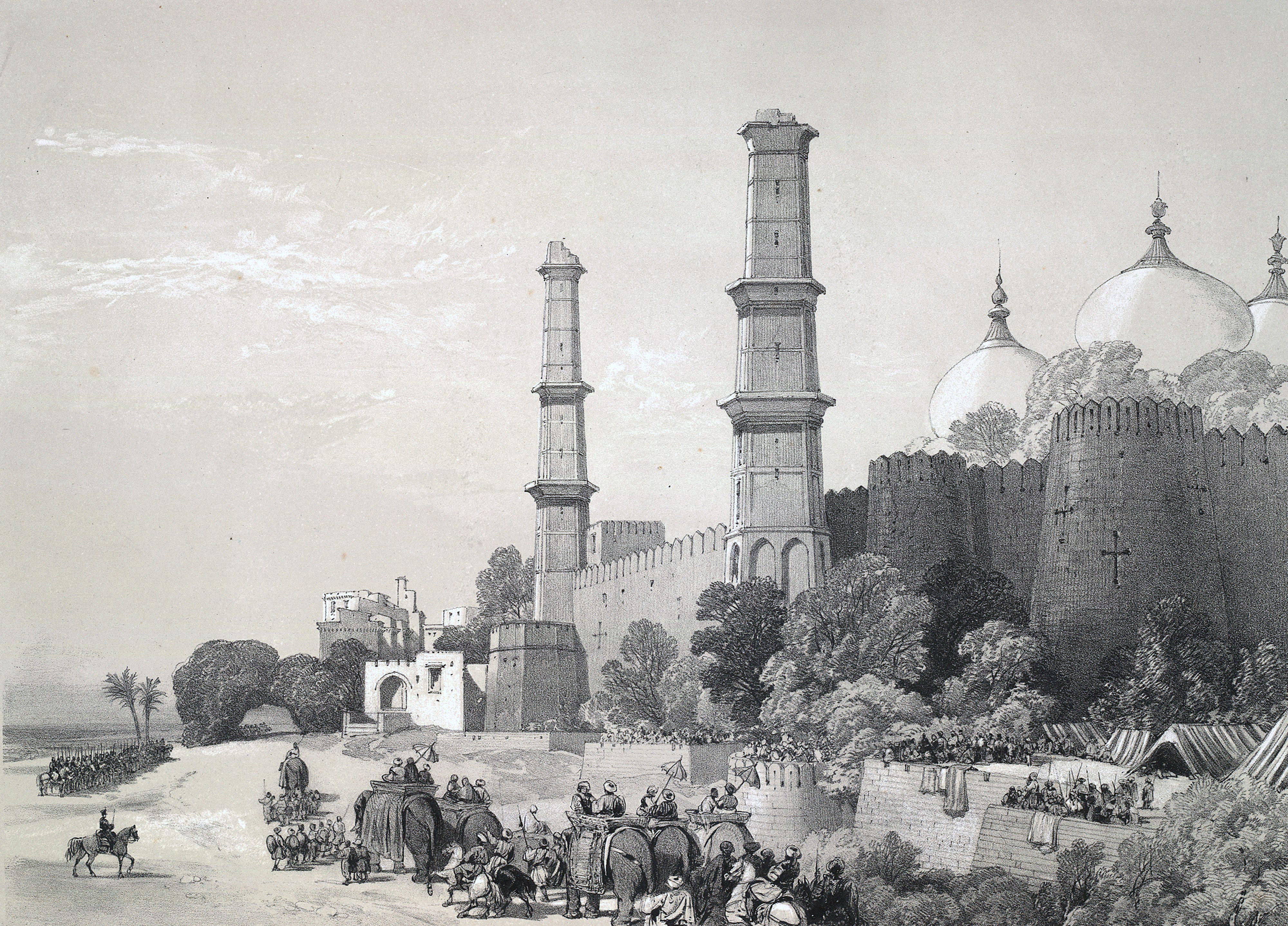
Moschea Badshahi con i minareti danneggiati durante la dominazione Sikh.

La costruzione della Moschea Imperiale è stata ordinata nel maggio del 1671 dal sesto imperatore Moghul, Aurangzeb, che assunse il titolo di alamgir (significante "conquistatore del mondo"). La costruzione dell'edificio richiese circa due anni, e venne così completato nell'aprile del 1673.

## Moschea convertita in stalla durante la dominazione Sikh
Il 7 giugno 1799 l'armata Sikh di Sukerchakia, guidata dal Maharaja Ranjit Singh, prese il controllo di Lahore. Dopo la cattura della città, la moschea venne gravemente danneggiata per via del dissacramento e dell'uso del cortile esterno come stalla per i cavalli dell'esercito. Anche le 80 hujras, piccole sale studio che circondano il cortile della moschea, vennero danneggiate dall'uso che ne venne fatto come baracche per i soldati dell'esercito e magazzini per le provviste. Il maharaja Ranjit Singh usò i giardini Hazuri Bagh, poco distanti dalla moschea, come sua corte reale per le udienze ufficiali..
Nel 1841, durante la guerra civile che contrappose i Sikh, il figlio di Ranjit Singh, l'ora Maharaja Sher Singh, usò i grandi minareti della moschea per collocarvi le zamburahs, o armi leggere, che vennero usate per bombardare le truppe del Sikh Maharani Chand Kaur che avevano trovato rifugio nel forte Lahore, ora assediato. Il forte stesso venne gravemente danneggiato dai bombardamenti. In uno di questi il Diwan-e-Aam (sala delle Udienze pubbliche) venne distrutto. Successivamente ricostruito dagli inglesi durante il loro dominio coloniale, non riguadagnò mai il suo antico splendore. Durante questo periodo Henri De la Rouche, un ufficiale di cavalleria francese impiegato nell'esercito del Maharaja Sher Singh, utilizzò le gallerie che collegano la moschea Badshahi al forte Lahore come temporaneo magazzino per la polvere da sparo.

## Moschea usata come presidio durante la dominazione britannica (1858-1947)

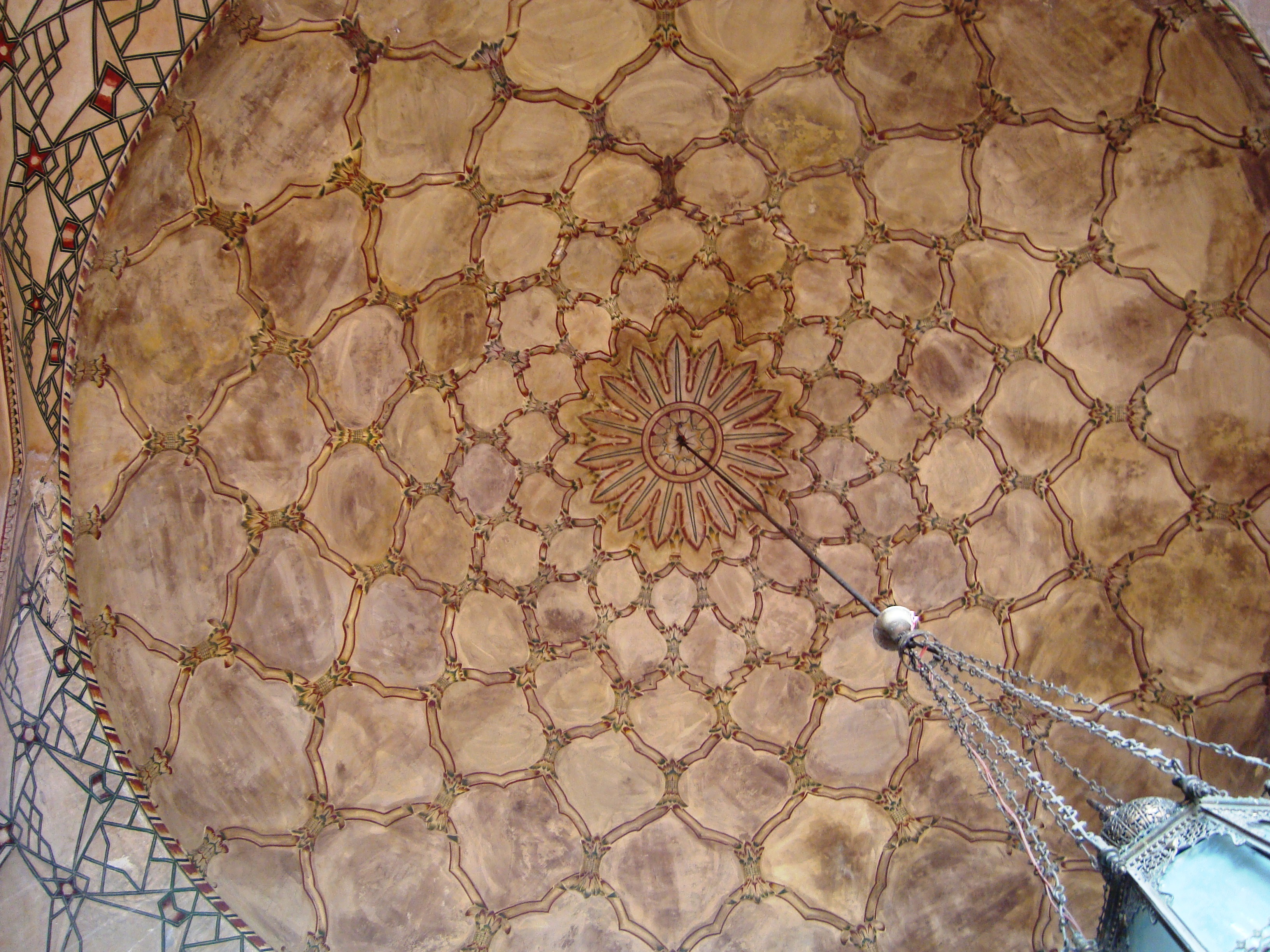
Particolare di una cupola.

Quando i britannici presero il controllo di Lahore nel 1846, continuarono l'uso iniziato dai Sikh di utilizzare la moschea come presidio militare. I britannici demolirono le 80 hujras, già utilizzate dai Sikh come baracche e magazzini, per prevenire il loro utilizzo in attività anti-britanniche. Le ricostruirono, trasformandole però in arcate aperte o dalans, e così sono ancora oggi.

## La moschea ritorna ai musulmani
Dato il crescente risentimento musulmano per l'uso della moschea come presidio militare (che continuava dall'epoca della dominazione Sikh) i britannici istituirono, nel 1852, una Badshahi Mosque Authority che supervisionasse il ritorno della moschea a luogo di culto. Dal 1852 in poi frammentarie operazione di ristrutturazione vennero portate avanti, ma le riparazioni più estese vennero avviate solo a partire dal 1939, quando il premier Punjab sir Sikandar Hayat Khan si prese il compito di cercare fondi a questo proposito. L'architetto Nawab Zen Yar Jang Bahadur supervisionò i lavori, il cui costo raggiunse la cifra di 4,8 milioni di rupie.

## La moschea nel Pakistan (1947-oggi)

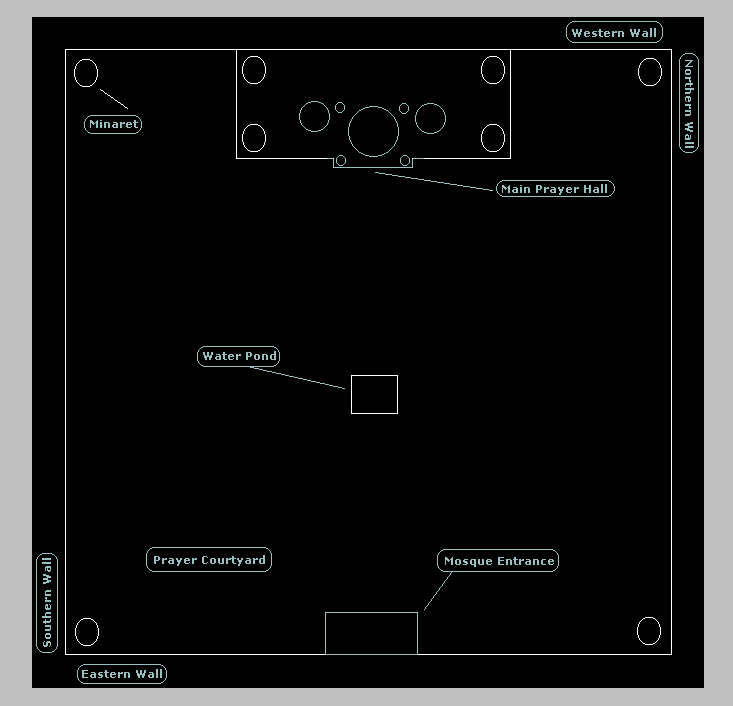
Disposizione della moschea

In occasione del secondo Summit Islamico tenuto a Lahore il 22 febbraio del 1974, trentanove capi di Stato musulmani compirono la preghiera del venerdì all'interno della moschea. Fra loro, Zulfiqar Ali Bhutto (Pakistan), re Faisal (Arabia Saudita), Muammar Gaddafi (Libia), Yasser Arafat, Sabah III Al-Salim Al-Sabah (Kuwait). Le preghiere vennero guidate dal Mawlānā Abdul Qadir Azad, l'allora khaṭīb della moschea.
Nel 2000 gli intarsi di marmo nella sala da preghiera principale vennero restaurati. Nel 2008 cominciarono i lavori per la sostituzione delle piastrelle in sabbia rossa nel grande cortile esterno della moschea, e la nuova sabbia rossa venne importata direttamente dal sito originario, localizzato nelle vicinanze di Jaipur, nel Rajasthan, in India. Oggi la Moschea è quasi completamente tornata al suo splendore originario.

## Galleria d'immagini

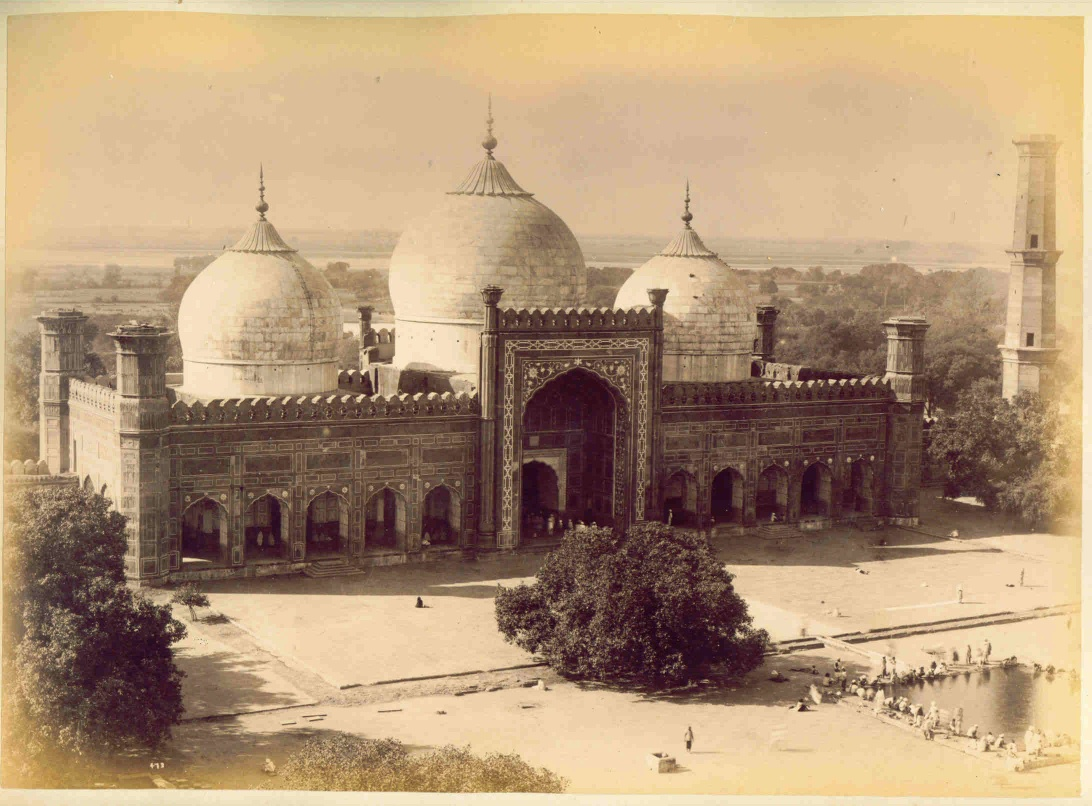
Badshahi nel 1880
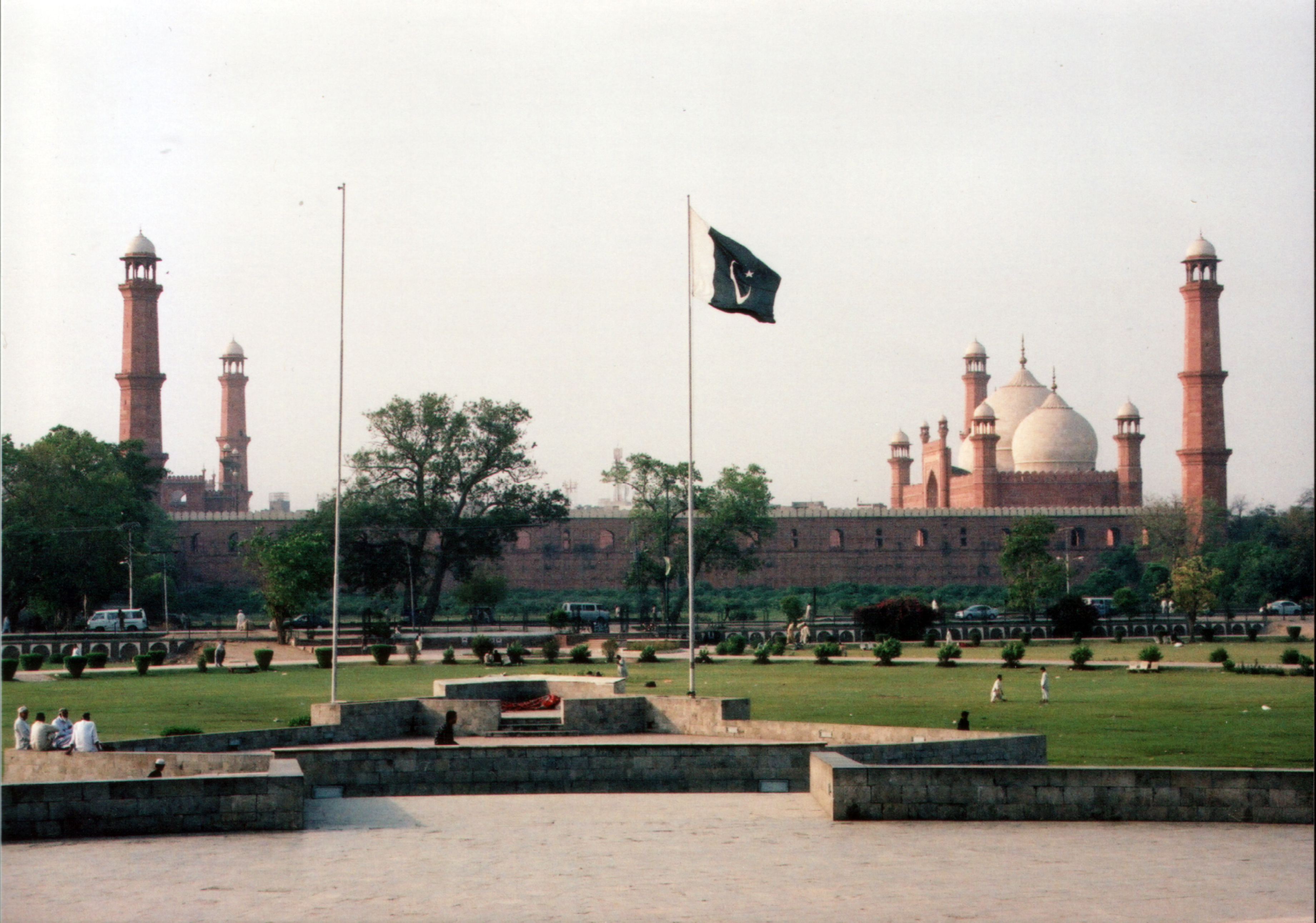
Vista dal parco Iqbal
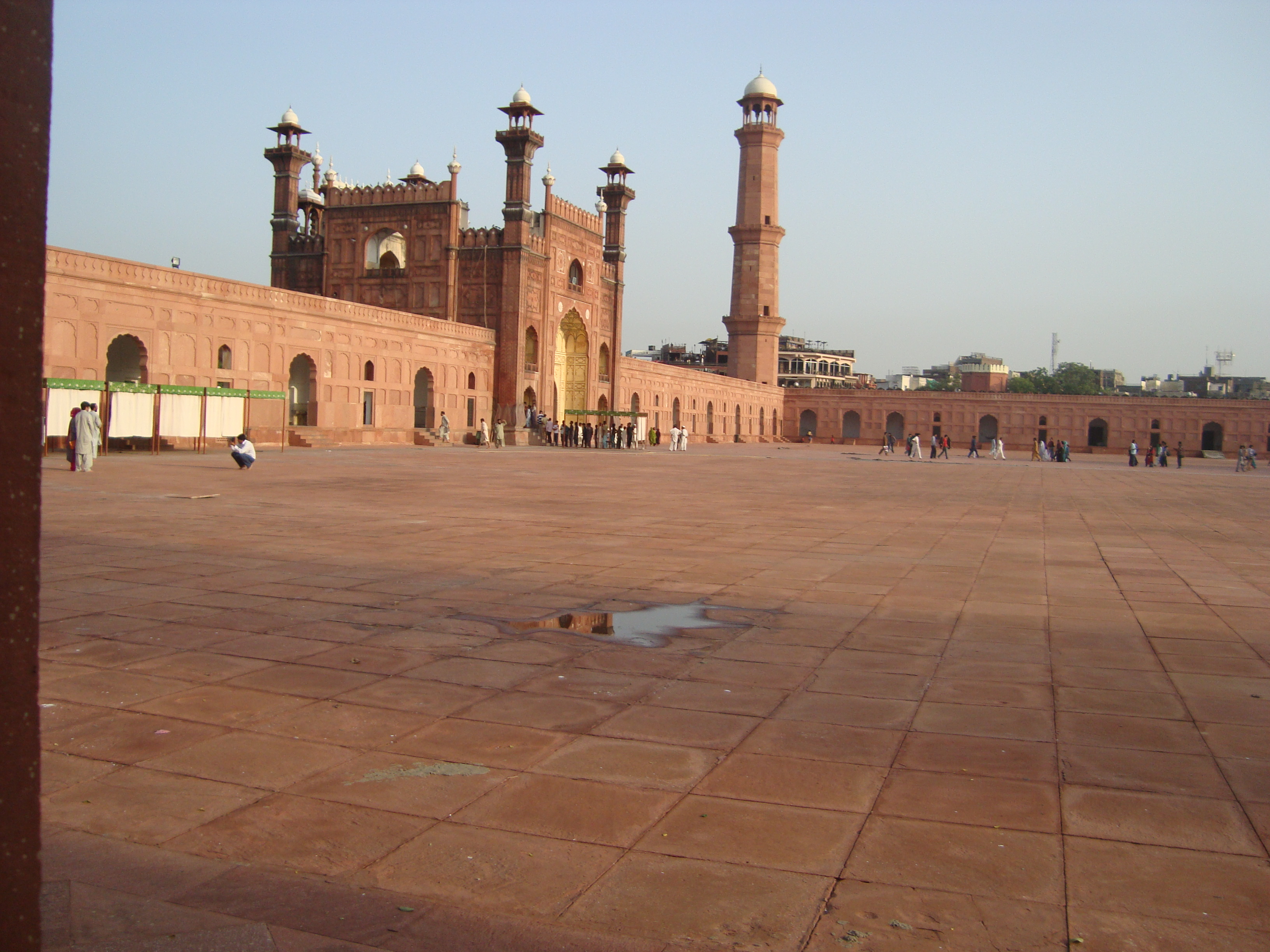
Entrata principale
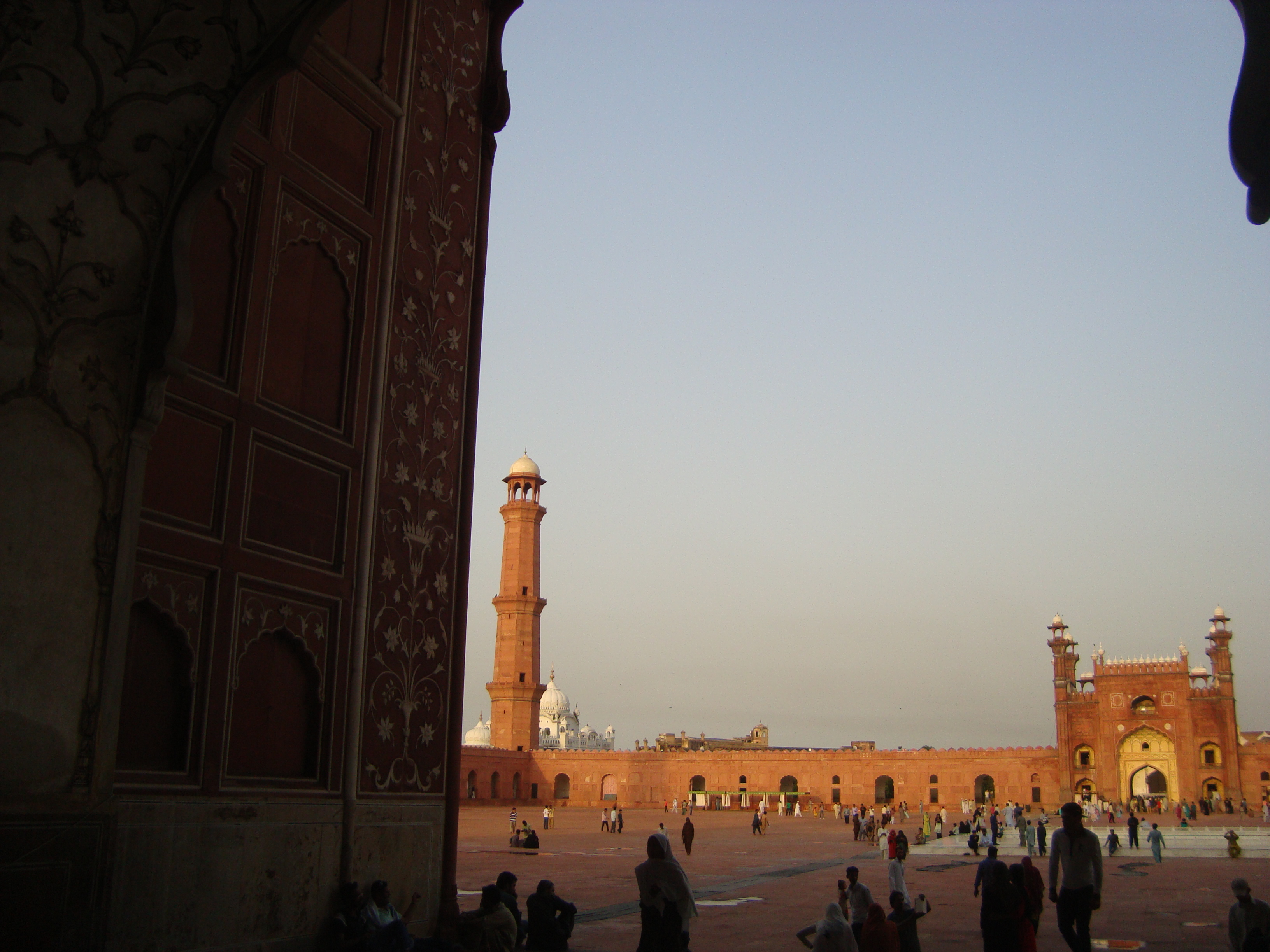
Il gran cortile
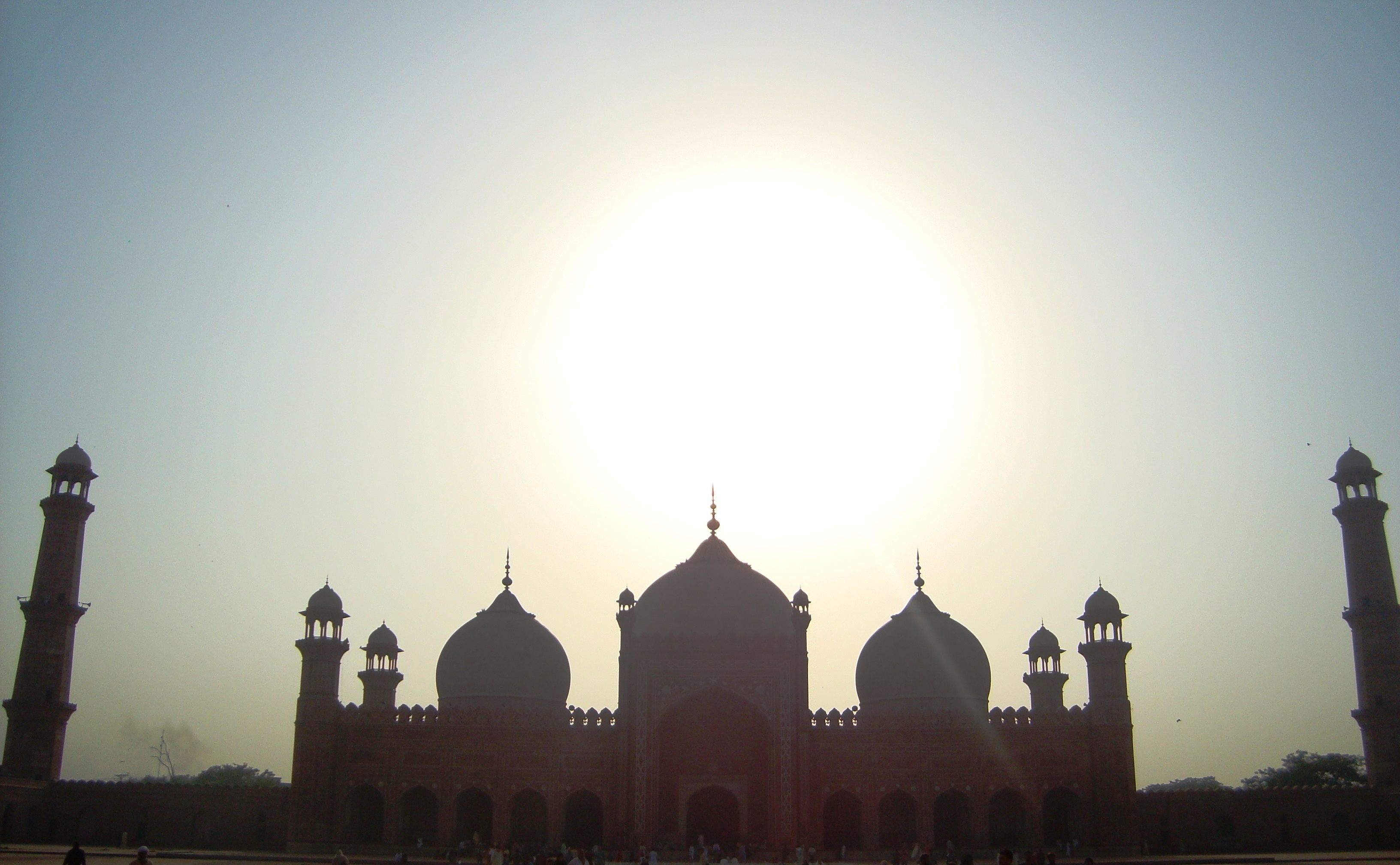
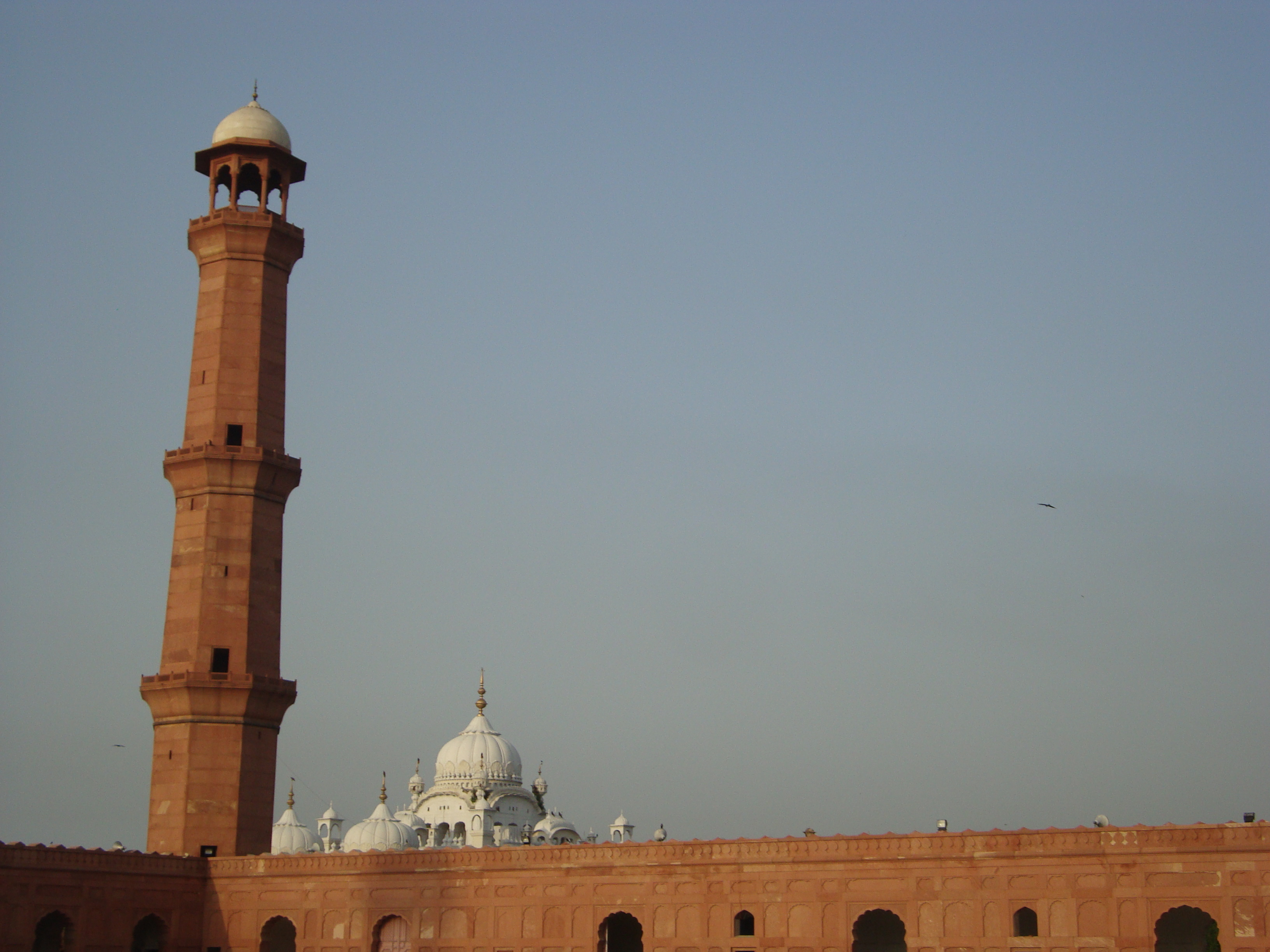
Minareto
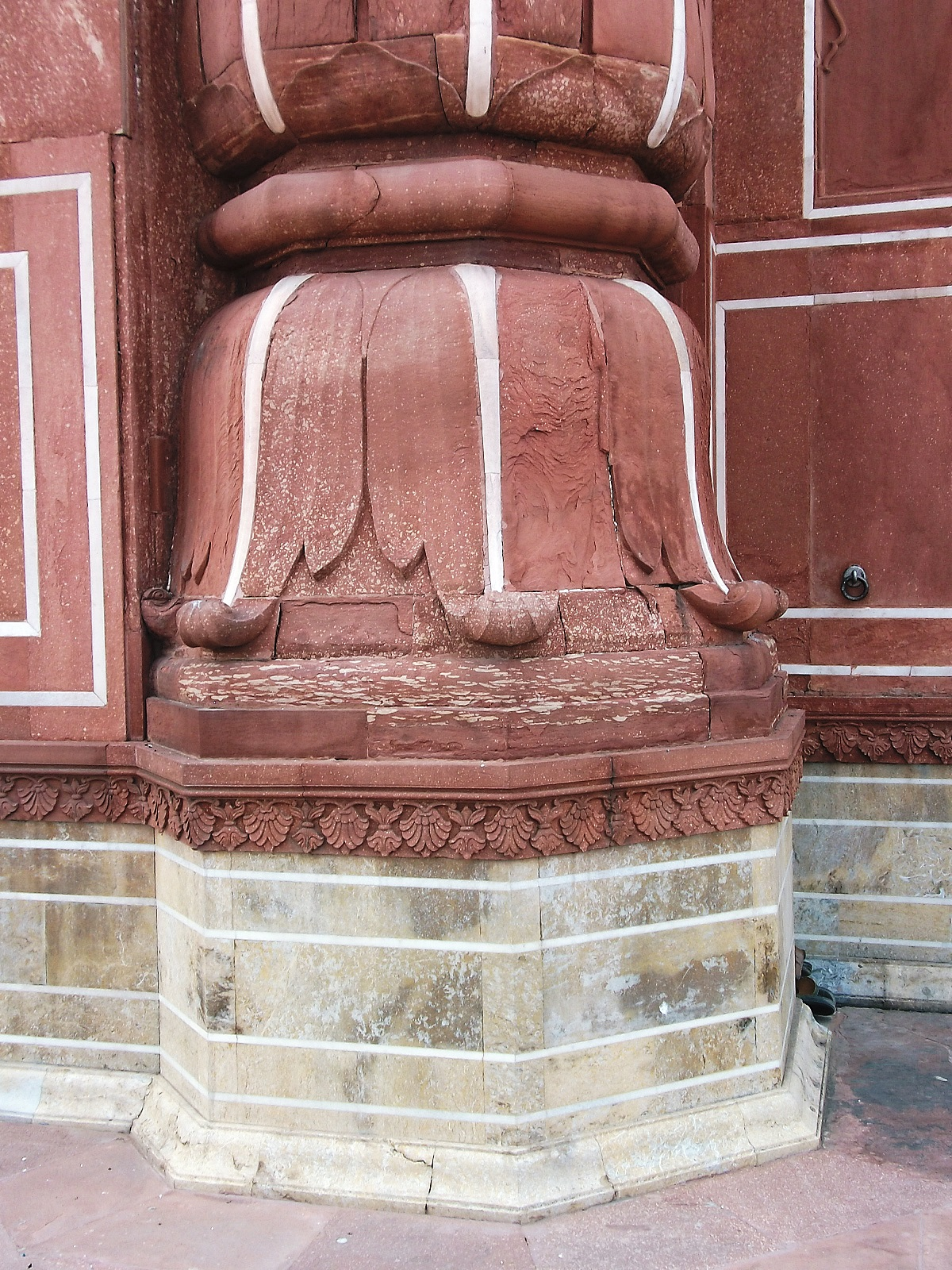
Base a forma di petalo su un pilastro della moschea